# Factor de creixement de l'endoteli vascular
El factor de creixement de l'endoteli vascular (abreviat en català com a FCEV, o en anglès com VEGF) és una proteïna senyalitzadora implicada en la vasculogènesi (formació de novo del sistema circulatori embrionari) i en l'angiogènesi (creixement de vasos sanguinis provinents de vasos preexistents). Com el seu propi nom indica, les accions de l'FCEV han estat estudiades en les cèl·lules de l'endoteli vascular, encara que també té efectes sobre altres tipus cel·lulars (per exemple, estimula la migració de monòcits/macròfags, neurones, cèl·lules epitelials renals i cèl·lules tumorals). In vitro, s'ha demostrat que l'FCEV estimula la divisió i la migració de cèl·lules endotelials. L'FCEV també és un vasodilatador i incrementa la permeabilitat vascular; originalment rebia el nom de factor de permeabilitat vascular (en anglès vascular permeability factor).

## Classificació
El terme FCEV generalment s'utilitza per referir-se a FCEV-A (tot i que també hi ha FCEV-B, -C, -D i PlGF), ja que és la forma més abundant. FCEV-A engloba diverses proteïnes pertanyents a dues famílies, resultats de l'splicing alternatiu de l'ARNm d'un únic gen d'FCEV amb 8 exons. Les dues famílies diferents es nomenen d'acord amb el lloc d'entroncament de l'exó terminal. Si s'uneix en l'extrem proximal es denomina FCEVxxx i si ho fa a l'extrem distal es denomina FCEVxxxb. El fet de tenir o no aquest últim axó fa que la proteïna sigui capaç o no d'activar el receptor. D'aquesta manera FCEVxxx permet la interacció amb Neuropilin i l'activació del receptor mentre FCEVxxxb no ho fa i actua com a competidor.

## Aplicacions clíniques
En aquells casos en els quals les artèries coronàries presenten estenosis avançades, la qual cosa possibilita l'aparició d'angina de pit o en casos més greus isquèmies que poden comportar infarts, s'obre la possibilitat d'emprar l'FCEV amb la finalitat de formar nous vasos sanguinis a partir d'altres de preexistents, la qual cosa permet una aportació major de nutrients i substàncies vitals i d'aquesta manera es redueix la sobrecàrrega que sofreix el cor a causa de l'alta demanda d'esforç i poca oferta de nutrients essencials.
Això ha permès reduir la dependència de medicaments antianginosos i vasodilatadors coronaris.

## Teràpies antiFCEV
El seu ús terapèutic s'aplica al càncer, degut al fet que l'FCEV es troba relacionat amb l'angiogènesi, un procés necessari per al creixement dels tumors, s'han desenvolupat anticossos-monoclonals antiFCEV amb la finalitat d'impedir l'acció de l'FCEV. Aquests anticossos s'uneixen específicament a l'FCEV circulant i n'impedeixen la seva acció. D'aquesta manera es bloqueja la formació de vasos sanguinis i per tant, es priva al tumor de l'aport necessari de nutrients per al seu creixement i així s'impedeix la proliferació cel·lular i el seu creixement.
De la mateixa manera, tractaments antiFCEV també s'empren per tractar malalties de la retina en que vasos sanguinis creixen dins l'ull, com per exemple en degeneració macular o retinopatia diabètica.